# Club Atlético Mar de Fondo
Il Mar de Fondo Fútbol Club, meglio noto semplicemente come Mar de Fondo, è una società calcistica di Montevideo, in Uruguay.

## Palmarès
- Divisional Intermedia de Fútbol de Uruguay: 4
  - 1952, 1958, 1961, 1969.
- Divisional Extra de Fútbol de Uruguay: 1
  - 1951.
- Clasificaciòn Liguilla Primera Amateur: 1
  - 2022
  - 2024